# Maracana-ara
A maracana-ara (Primolius maracana), korábban vöröshátú ara, a madarak osztályának papagájalakúak (Psittaciformes) rendjébe és a papagájfélék (Psittacidae) családjába tartozó faj.

## Előfordulása
Argentína, Brazília és Paraguay örökzöld és lombhullató erdeiben él.

## Megjelenése
Testhossza 40 centiméter. Csőre fekete, arca fehér, feje teteje sötétzöld, hasa alja és homloka piros. 
|  |

## Életmódja
Tápláléka legfőképp magvakból áll, de ezek mellett fogyaszt gyümölcsöket és dióféléket.

## Szaporodása
A marakánaara 2-4 éves korában válik ivaréretté. A kifejlett tojó fészekalja általában 2 tojásból áll, melyen 29 napig kotlik. A fiókák a kikelés után 11 héttel tanulnak meg repülni. A szaporodási időszak körülbelül december és február közé esik.

## Természetvédelmi helyzete
Ezt a fajt legfőképp az erdőirtás érinti. Argentínában sok gazdálkodó írtja, mert kártevőnek tartja. CITES 1 listába tartozó faj. A Természetvédelmi Világszövetség Vörös listáján mérsékelten fenyegetett fajként szerepel.

## Fordítás
- Ez a szócikk részben vagy egészben  a   Blue-winged Macaw című angol Wikipédia-szócikk fordításán alapul.  Az eredeti cikk szerkesztőit annak laptörténete sorolja fel. Ez a jelzés csupán a megfogalmazás eredetét és a szerzői jogokat jelzi, nem szolgál a cikkben szereplő információk forrásmegjelöléseként.